# Aeropuerto Nerlerit Inaat
El Aeropuerto Nerlerit Inaat (En groenlandés: Mittarfik Nerlerit Inaat, en danés Constable Pynt Lufthavn) (IATA: CNP, OACI: BGCO) es un aeropuerto en la municipalidad groenlandesa de Sermersooq, al este del país. Está localizado en la Tierra de Jameson, y ofrece su servicio a la ciudad de Ittoqqortoormiit, aproximadamente sita a 40 kilómetros hacia el sudeste. El aeropuerto puede ser utilizado por aeronaves de clase STOL. Hay un helicóptero Bell 222 de la compañía Air Greenland permanentemente estacionado en este aeropuerto, para enlazarlo con el Helipuerto de Ittoqqortoormiit. El helicóptero también ofrece capacidades de búsqueda y rescate en los alrededores, y puede ser contratado para transporte.

## Compañías aéreas y destinos

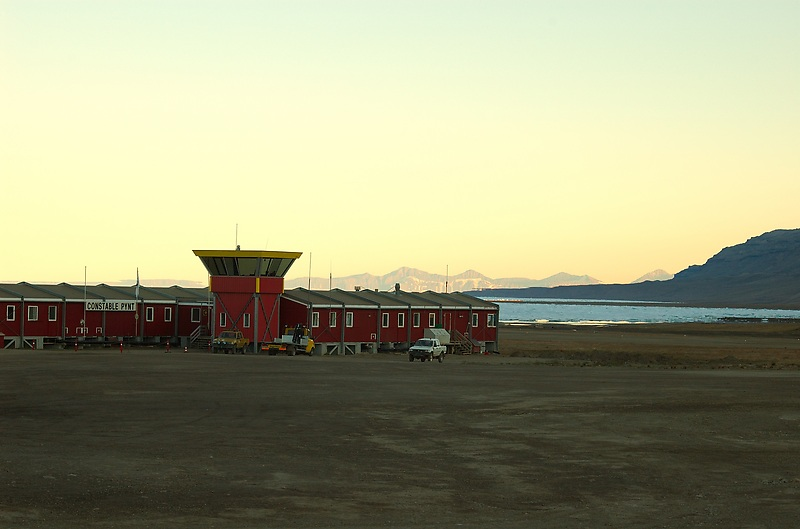
Edificio de la terminal

| Aerolíneas    | Destinos                    |
| ------------- | --------------------------- |
| Air Greenland | Ittoqqortoormiit            |
| Air Iceland   | Kulusuk, Reykjavík-domestic |

## Relocalización
El aeropuerto podría ser reemplazado en un nuevo lugar en la Tierra de Liverpool, más cerca de Ittoqqortoormiit, entre el asentamiento y el cabo Uunarteq (en danés: Kap Tobin) hacia el sur, y por ello, eliminando la necesidad de un helícóptero para los pasajeros.

## Expediciones
El aeropuerto actúa como punto de partida para un número de expediciones que se adentan en la Tierra de Jameson y el cercano Parque nacional del noreste de Groenlandia. Algunas áreas como Renland apenas han sido visitadas o no han tenido residentes conocidos.